# Каргин, Константин Иванович
Константин Иванович Каргин (1904 —1983) — советский писатель. Рядом исследователей (А.Венков, З.Бар-Селла) упоминается в связи с проблемой авторства произведений М. А. Шолохова.

## Биография
Константин родился в 1904 году.
В 1928 году в ростовском журнале «На подъеме» (№ 4) был напечатан рассказ Каргина «Забурунный край», включенный в антологию крестьянских писателей Северного Кавказа. В начале 30-х годов написал, оставшуюся полностью так и неопубликованной, повесть «Бахчевник», по мнению ряда исследователей имеющую прямые параллели с «Поднятой целиной» Шолохова.
...в 1931 г. в том же журнале «На подъеме» и тоже в 4-м номере появилось выступление Ивана Макарьева «На подступах к овладению методом». И выяснилось, что как раз методом Каргин и не владел, а проявил, напротив, недопустимый «объективизм чистейшей воды, чуждый и враждебный нашему мировоззрению». В специальном разделе «Ошибки т. Каргина» Макарьев разобрал по косточкам каргинскую повесть «Бахчевник», подчеркнув, что «страницы о том, как у кулака Назара Голицына забирают хлеб, есть лучшее, что написано пока на эту тему». Из чего следовал вывод: «... печатать всю вещь, конечно, нельзя». Она и не была напечатана, а рукопись пропала. Так бы ничего мы о повести и не знали, не сумей Каргин полугодом раньше (9 сентября 1930 г.) тиснуть небольшой отрывок (про то, как у кулака Назара Голицына забирают хлеб) в миллеровской районной газете «Знамя колхозника». Венков эту газету разыскал и перепечатал отрывок в своей книге. Так что теперь каждый может ознакомиться и задуматься – откуда взялась «Поднятая целина»?
Являлся учителем русского языка Вешенской средней школы.
Арестован в мае 1935 года как бывший участник отряда Махно в 1920 году. Осуждён,но вскоре отпущен,  выпущен и уехал в г. Грозный
Участник Великой Отечественной войны, в 1942 году попал в плен под Харьковом.
После войны жил в Австрии, Италии, Австралии, в марте 1959 года возвратился в СССР по амнистии (анкета репатрианта заполнена в советском консульстве 16 февраля 1959 года). В СССР к ответственности не привлекался, проживал в Новороссийске и в Москве, больше не издавался.
Ушёл из жизни в 1983-м году.